# Martha Muchow
Martha Muchow (* 25. September 1892 in Hamburg; † 29. September 1933 ebenda) war eine deutsche Psychologin.

## Leben
Martha Marie war das erste von zwei Kindern des  Zollinspektors Johannes Muchow und dessen Ehefrau Dorothee Muchow, geb. Korff. Nach dem Abitur (1912) absolvierte sie eine einjährige Lehrerinnenausbildung. Folgend unterrichtete Martha Muchow  zwei Jahre an einer Höheren Mädchenschule in Tondern und besuchte in ihrer Freizeit Vorlesungen von William Stern am Kolonial-Institut, dem Vorläufer der Universität, in Hamburg. Bevor sie 1919 ihr Studium der Psychologie, Philosophie und Literaturgeschichte begann, war sie als Lehrerin an Hamburger Volksschulen tätig. 1923 promovierte sie summa cum laude mit einer Arbeit über Studien zur Psychologie des Erziehers.  Es folgten Untersuchungen der Entwicklungspsychologie des Kinder- und Jugendalters sowie der pädagogischen Psychologie. Sie beschäftigte sich mit vorschulischer Erziehung und veröffentlichte ihre Forschungsergebnisse 1929 in der Schrift „Psychologische Probleme der frühen Erziehung“. Martha Muchow, „die mit ihren wissenschaftlichen Untersuchungen das Bewusstsein für die psychologische Charakteristik der frühkindlichen Sozial, Denk- und Bewusstseinsentwicklung, unter besonderer Berücksichtigung der Position Friedrich Fröbels, schärfte“ resümierte, dass die „Pädagogik der frühen Kindheit […] zweifellos einer besonders sorgfältigen kinder- und bildungspsychologischen Unterbauung“ bedürfe.
Seit 1926 war Martha Muchow ständige Mitarbeiterin der  renommierten Fachzeitschrift Kindergarten. Parallel dazu hatte sie engen Kontakt zur Fröbel-Bewegung und zum Hamburger Fröbel-Seminar, wo sie Psychologie unterrichtete. Sie war eine Anhängerin Friedrich Fröbels, über dessen Erziehungsgedanken und Idee des Kindergartens sie schrieb:

„Nicht ein System und eine Methode sind es, die Fröbel letztlich zu gestalten versuchte. Es ist eine neue Sicht des Sinns, der im Zusammenleben von Erwachsenen und Kindern liegt, die er eröffnet, und eine neue Form des Verkehrs mit dem Kinde, die er in seinen Schriften anregt und in seinem Kindergarten vorlebt. Wer, wie so viele, Fröbel nur als den Methodiker der Kleinkinder-Erziehung ansieht, missversteht ihn absolut. Nicht um eine Methode handelt es sich bei ihm, sondern um eine neue Erfassung der Rollen in der Erziehungssituation. Auch der Kindergarten ist ja ursprünglich keineswegs die Kleinkinder-Erziehungsanstalt, sondern der Zusammenschluß der Erwachsenenwelt, um dem Kinde aus seiner neuen Gesinnung heraus den Lebensraum zu erhalten oder zu schaffen, dessen es, seiner Lebensrolle entsprechend, bedarf […] Das Ganze der Erziehungsgedanken Fröbels, dessen Grundanschauungen den deutschen Kindergarten schufen und trugen, ist so reich und an so vielen Stellen so geradezu überraschend nah an unserer Zeit, daß man bei einem Versuch, es zu beleuchten, immer nur einen Teil ans Licht bringen kann.“

Auch nahm sie Stellung zu der in den 1920er Jahren sehr bewegten Diskussion hinsichtlich der Pädagogik Maria Montessoris. Mit Bezug auf die sich  seinerzeit stärker schulisch profilierende pädagogische Psychologie und das schulpädagogische Reformwerk Maria Montessoris betreffend vermerkte sie:

„Die Bemühungen der wissenschaftlich-experimentellen Pädagogik hatten bis dahin einzelnen beschränkten Problemen des Unterrichts und der Didaktik gegolten; sicher war auch schon mancher fördernde Gedanke aus ihren Befunden in den Schulunterricht eingedrungen […] aber die Schaffung und Durchführung einer in so weitem Ausmaß neuen Schulform, wie sie das Kinderhaus oder die Montessori-Elementarklasse darstellt, […] das ist eben doch das, was Frau Montessori vorgemacht hat und was immer das große Verdienst der italienischen Ärztin bleiben wird.“

Martha Muchow gilt als Pionierin der ökologischen Psychologie. Ihr Werk Der Lebensraum des Großstadtkindes, das 1935 postum von ihrem Bruder Hans Heinrich Muchow in der Schriftenreihe Ertrag der Hamburger Erziehungsbewegung herausgegeben wurde, ist eine der ersten Arbeiten auf diesem Gebiet, die als ihr Hauptwerk gilt. Es entstand in Anlehnung an William Sterns Studien zur Personalistik (1930) und Jakob Johann von Uexkülls Umweltlehre. Ihre Arbeit kann als frühes Werk der Wahrnehmungsgeographie betrachtet werden.
Als nach der Machtübernahme der Nationalsozialisten ihr Lehrer William Stern entlassen wurde, denunzierte man sie in einem Brief vom 10. Juli 1933 als „Judengenosse“:

„Fräulein Dr. Muchow, die engste Vertraute von Prof. Stern, die ihn auch heute täglich besucht und mit ihm alle Pläne ausarbeitet, ist die Gefährlichste. Sie war aktives Mitglied des marxistischen ‚Weltbundes für Erneuerung der Erziehung’ […] Ihr Einfluß ist unheilvoll und einer deutschen Staatsauffassung direkt zuwiderlaufend.“

Am 25. September 1933, ihrem 41. Geburtstag, wurde die Psychologin all ihrer öffentlichen Ämter enthoben. Auf Betreiben von des einflussreichen Professors Gustaf Deuchler sollte sie von der Universität vertrieben werden und in den Schuldienst gehen. Martha Muchow beging am 27. September 1933 einen Suizidversuch und starb zwei Tage später an dessen Folgen.

## Lebensraum des Großstadtkindes

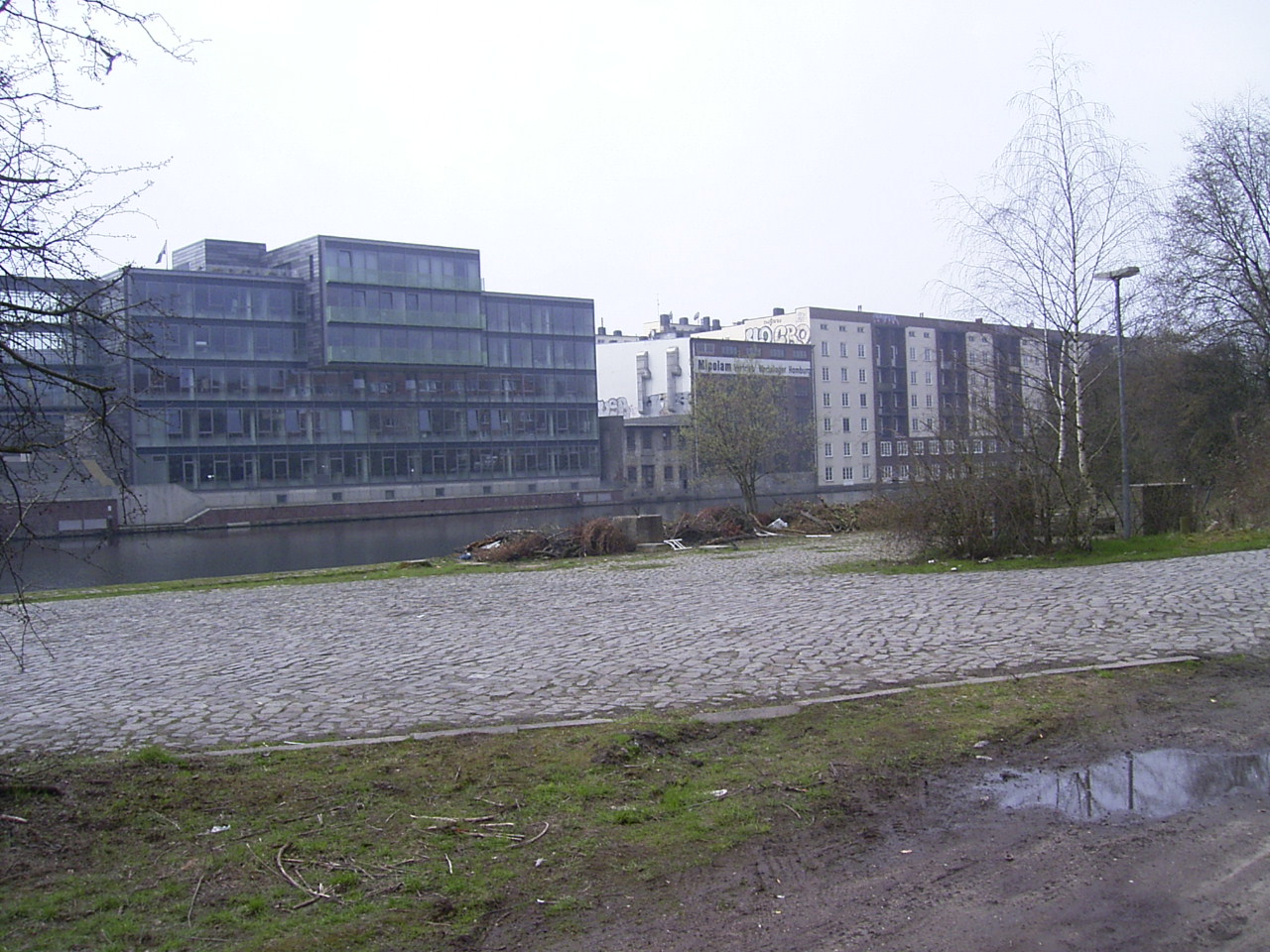
In Muchows Arbeit über die Soziologie des Großstadtkindes wird auch dieser – 2012 bebaute – Löschplatz an der Osterbek betrachtet.

Martha Muchow hielt viele Vorträge über die Lebenswelt des Großstadtkindes. So referierte sie zum Beispiel anlässlich eines Zwischentreffens der Deutschen Sektion des Weltbundes für Erneuerung der Erziehung, vom 3. bis 5. Oktober 1931 in Dortmund, über das Thema Die Lebenswelt des Kindes unserer Zeit und die Erziehung. Dieser wurde mit folgenden Worten rezensiert:

„Martha Muchow zeigte am Beispiel der Großstadtwelt, wie sich das Kind verschiedener Altersphasen aus dem, was es als Umwelt umgibt, seine Lebenswelt aufbaut, wie an dieser Umwelt zwar die entwicklungspsychologisch bekannten, generellen kindlichen Gestaltungstendenzen sich betätigen, wie aber auch durch die Eigenart unserer technifizierten, mechanisierten Großstadtwelt von heute hier eine ganz andere Kindeswelt zustande kommt, als es etwa die unsere vor 20–30 Jahren war, aus der wir so gern mehr oder weniger bewusst unser Verständnis für das Kind und sein Erleben noch schöpfen. An lebendigen Beispielen, z. B. des heimatkundlichen Unterrichts oder der Deutung gewisser sog. moralischer (oder unmoralischer) Verhaltensweisen des Kindes (der Großstadtstraße) zeigte sie, welche pädagogischen Probleme hier entstanden sind.“

Vor allem Heinz Werner würdigte Martha Muchows Untersuchungen über den Lebensraum des Großstadtkindes in seiner Einführung in die Entwicklungspsychologie (Comparative Psychology of Mental Development) unter Verwendung von unveröffentlichtem Material und wies auf die durch eine zweite Studie kartierten Unterschiede zum Standpunkt des Erwachsenen hin:

„Die kindliche Welt ist eine ‚Nahwelt‘ – sie ist umso näher, je jünger das Kind, und um so ferner, je älter es ist.“

## Nach Martha Muchows Tod
Am 14. Februar 1934 erschien in der Exilzeitschrift Die Neue Weltbühne ein Artikel über Frauen im Nationalsozialismus. Er trug die Widmung: „Dem Andenken der Frau Doktor Martha Muchow, Universität Hamburg, die zwischen Gleichschaltung und Flucht den Freitod wählte.“

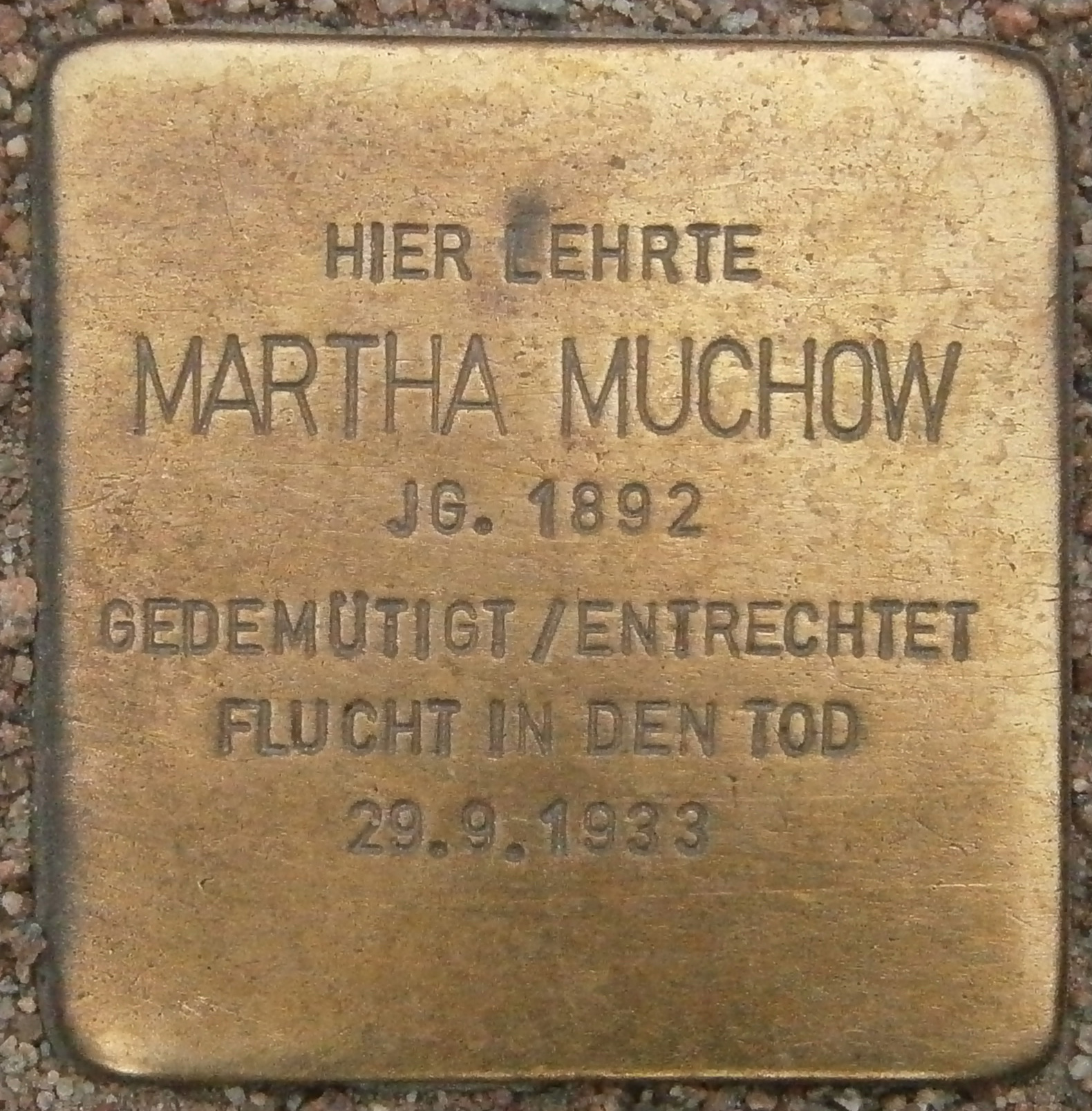
Stolperstein, Martha Muchow

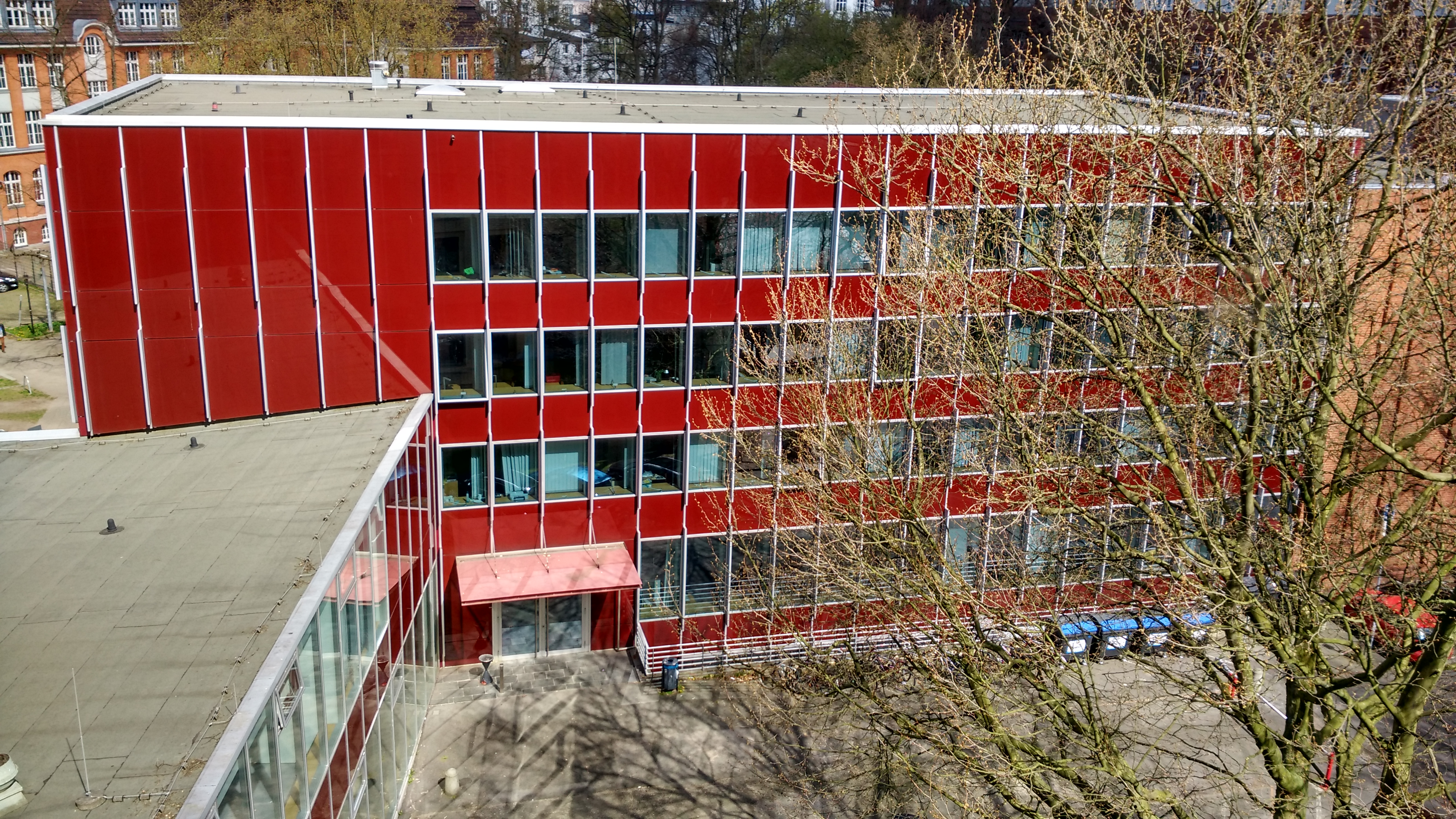
Bibliothek der Fakultät für Erziehungswissenschaft, Psychologie und Bewegungswissenschaft der Universität Hamburg

Im Januar 2007 wurde die Bibliothek der  Fakultät für Erziehungswissenschaft, Psychologie und Bewegungswissenschaft der Universität Hamburg nach ihr benannt. sowie 2008 das Martha-Muchow-Institut ins Leben gerufen.
Im Garten der Frauen auf dem Hamburger Ohlsdorfer Friedhof wird auf der Erinnerungsspirale an Martha Muchow erinnert. Die Hamburger Fachschule für Sozialpädagogik trägt ihren Namen. Ein Stolperstein, April 2010 gesetzt, befindet sich am Haupteingang der Universität Hamburg. Am 30. September 2010 wurde eine neu angelegte Straße auf der Uhlenhorst Martha-Muchow-Weg benannt.
Am 10. Mai 2010 wurde die martha muchow. Stiftung als öffentliche Stiftung bürgerlichen Rechts von der Stifterin Gertrud Beck-Schlegel nach dem Tode ihres Ehemannes, Johannes M. Schlegel, im Sinne des gemeinsamen Testamentes errichtet. Die martha muchow. Stiftung trägt ihren Namen in Erinnerung an die Pädagogin und Psychologin Martha Muchow (1892–1933), deren wissenschaftliche Arbeiten als Pionierleistung für eine Forschungsrichtung gelten, die Perspektiven und Handlungsprozesse von Kindern bei ihrer Auseinandersetzung mit der sie umgebenden Welt sichtbar und verstehbar zu machen versucht. Die Stiftung widmet sich der Würdigung und Weiterentwicklung des Lebenswerkes von Martha Muchow und fördert die Entwicklung, Durchführung und Verbreitung wissenschaftlicher Arbeiten, die ihrem Forschungsparadigma folgen, und zwar unter besonderer Berücksichtigung der Nachwuchsförderung.

## Schriften
- Studien zur Psychologie des Erziehers. Hamburg 1923.
- Beiträge zur psychologischen Charakteristik des Kindergarten- und Grundschulalters. Auf Grund experimental-psychologischer Untersuchungen über die Auffassung und das Senken der Drei- bis Zehnjährigen. Berlin 1926.
- Das Montessori-System und die Erziehungsgedanken Friedrich Fröbels. In: Hilde Hecker, Martha Muchow (Hrsg.): Friedrich Fröbel und Maria Montessori. Leipzig 1927.
- Psychologische Probleme der frühen Erziehung. Erfurt 1929.
- Zur Frage einer Lebensraum- und epochaltypologischen Entwicklungspsychologie des Kindes und Jugendlichen. Hamburg 1931.
- Friedrich Fröbels Erziehungsgedanken und der moderne Kindergarten im Lichte der gegenwärtigen Kinder- und Bildungspsychologie. In: Paul Oestreich: Das Kleinkind, seine Not und seine Erziehung. Jena 1932, S. 66–77.
- Aus der Welt des Kindes. Beiträge zum Verständnis des Kindergarten- und Grundschulalters. Ravensburg 1949.
- Der Lebensraum des Großstadtkindes. Mit Hans-Heinrich Muchow. Riegel Verlag, Hamburg 1935.
  - Der Lebensraum des Großstadtkindes. Mit Hans-Heinrich Muchow. Herausgegeben und eingeleitet von Jürgen Zinnecker. PädExtra Verlag, Bensheim 1978 (Reprint des Originals)
  - Der Lebensraum des Großstadtkindes. Mit Hans-Heinrich Muchow. Neu herausgegeben von Imbke Behnken und Michael-Sebastian Honig. Weinheim und Basel 2012. (Neuausgabe).